# بيتي بيترسون
بيتي بيترسون (بالسويدية: Betty Pettersson)‏ هي مدرسة ثانوية سويدية، ولدت في 14 سبتمبر 1838 في Visby parish ‏ في السويد، وتوفيت في 7 فبراير 1885 في Hedvig Eleonora Parish ‏ في السويد بسبب سل.